# 斐迪南·滕尼斯

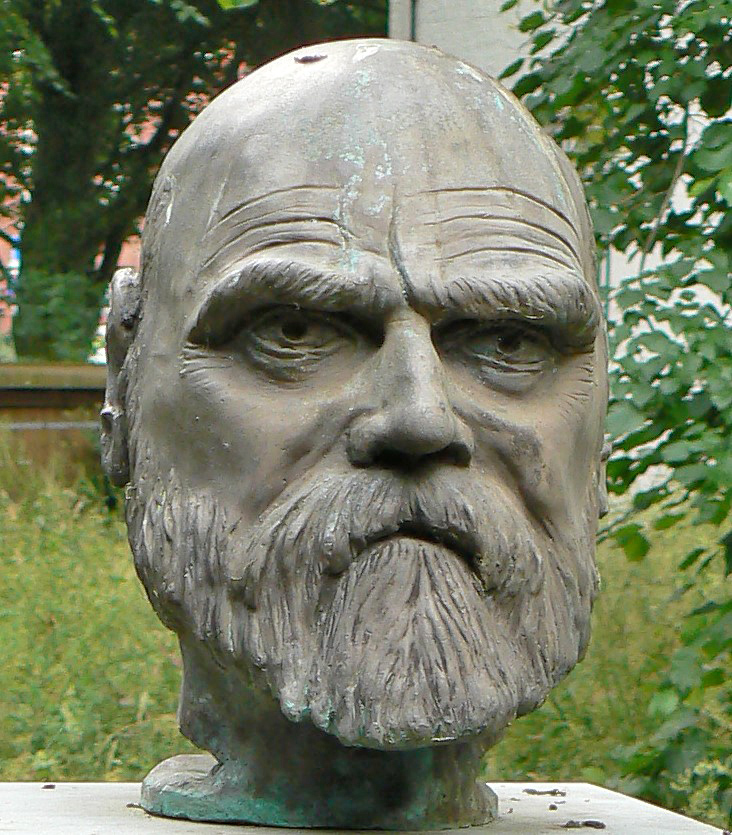
斐迪南·滕尼斯的半身像

斐迪南·滕尼斯（1855年7月26日—1936年4月9日），德国社会学家，著作有《共同体与社会》、《新时代精神》。